# Раков Лес
Ра́ков Лес (укр. Раків Ліс) — село в Камень-Каширской городской общине Камень-Каширского района Волынской области Украины.
Население по переписи 2001 года составляет 3102 человека. Почтовый индекс — 44524. Телефонный код — 3357. Занимает площадь 5,446 км².
Находится в 407 километрах от Киева.